# Aeroporto di Kirov
L'aeroporto di Kirov conosciuto prima come l'aeroporto Pobedilovo è un aeroporto civile situato a 22 km a sud-ovest dalla città di Kirov, nella Russia europea.

## Strategia
L'aeroporto di Kirov era la base tecnica e l'hub principale della compagnia aerea russa Kirov Air Enterprise.
L'aeroporto è stato privatizzato con la formazione della società per azioni che gestisce lo scalo aeroportuale di Kirov - Aeroporto Pobedilovo SpA.
Nel 2009 sono terminati i lavori di riqualificazione dell'aeroporto.

## Collegamenti con Kirov
L'aeroporto di Kirov si trova a 22 km dal centro di Kirov ed è facilmente raggiungibile con la linea no.116 del trasporto pubblico che collega ogni ora il Terminal aeroportuale con l'Autostazione di Kirov. Il tempo di percorrenza è di 40 minuti, a seconda della situazione stradale.